# Closterocerus diastatae
Closterocerus diastatae är en stekelart som först beskrevs av Howard 1881.  Closterocerus diastatae ingår i släktet Closterocerus och familjen finglanssteklar. Inga underarter finns listade i Catalogue of Life.